# Rue Léon-Gambetta (Lille)
La rue Léon-Gambetta est une rue de Lille.  

## Situation et accès
Située dans les quartiers de Lille-Centre et de Wazemmes la voie débute place de la République et aboutit dans la rue d'Esquermes.
Depuis 2015, la rue est éclairée et mise en lumière par un dispositif d'éclairage suspendu original, appelé le « Vélum ».

## Origine du nom
Elle porte le nom de l'homme d’État français Léon Gambetta (1838-1882).

## Historique
La rue est l'ancienne route de Lille à Béthune dans sa traversée de la paroisse puis commune de Wazemmes. Elle était une partie de la route nationale 41 qui reliait Tournai à Saint-Pol-sur-Ternoise en passant par Lille.
Cette rue dans le prolongement de la porte Notre-Dame construite lors de l'agrandissement de Lille de 1603 était nommée rue Notre-Dame, rue de Béthune après 1793. Dans le cadastre de 1829, elle est dénommée rue du Faubourg-de-Béthune. Dans le cadastre de 1850, elle est dénommée rue de Lille. Enfin, dans le cadastre de 1881, après le rattachement de Wazemmes à Lille, elle est de nouveau dénommée rue Notre-Dame. La rue est dénommée «Léon-Gambetta» le 2 janvier 1883,, soit quelques jours après le décès de Léon Gambetta.
Cette voie existe dès le XIe siècle. Le faubourg Notre-Dame ou faubourg de Béthune se développe autour de cet axe, et il est le plus important faubourg sur le territoire de Wazemmes, comme le montre l'étendue bâtie sur les plans cadastraux du XIXe siècle, plus importante que celle du faubourg de Paris (actuelles rue de Douai et d'Arras) et du faubourg de la Barre (actuelles rue d'Armentières et de l'Architecte-Cordonnier). La rue est restée depuis cette époque la rue principale de Wazemmes.
La partie de la rue la plus proche du centre de Lille, entre l'emplacement de l'actuelle place de la République et celui de la rue Solférino, située à l'extérieur de l'enceinte fortifiée démolie à la suite de l'agrandissement de Lille de 1858, faisait partie de la zone militaire comprise dans le territoire de la ville de Lille (jusqu'en 1789 « banlieue » au sens de territoire soumis à la juridiction du magistrat de Lille) jusqu'à la limite de la paroisse puis commune de Wazemmes. Ce tronçon fait partie du quartier de Lille-centre. Son tracé assez sinueux a été rectifié lors des opérations d'urbanisme des années 1860 qui ont fait disparaître les anciennes fortifications.
L'extrémité opposée de la rue, devient «rue d'Esquermes» à l'emplacement de l'ancienne limite communale entre Wazemmes et Esquermes. Cette ancienne limite communale suit l'axe de la voie sur une centaine de mètres et la transition entre les rues se fait sur cette longueur : à partir de l'angle de la rue Deschodt, le côté pair de la rue comprend les immeubles 2 à 20 «rue d'Esquermes» tandis que font face, côté impair de la rue, les immeubles 431 à 463 «rue Léon-Gambetta».

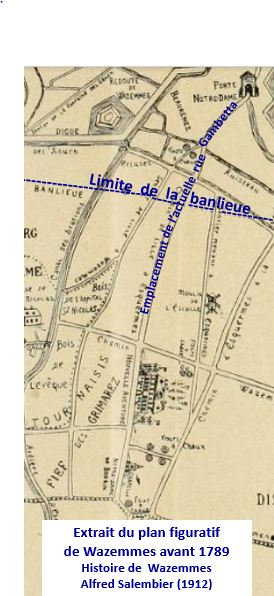
Rue Notre-Dame à Wazemmes avant la Révolution
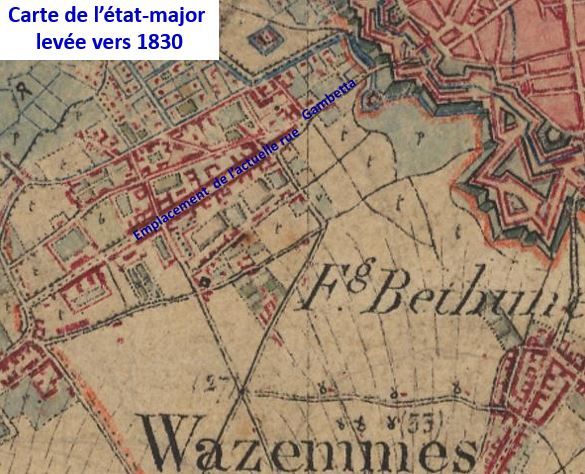
Rue Notre-Dame (Gambetta) vers 1830
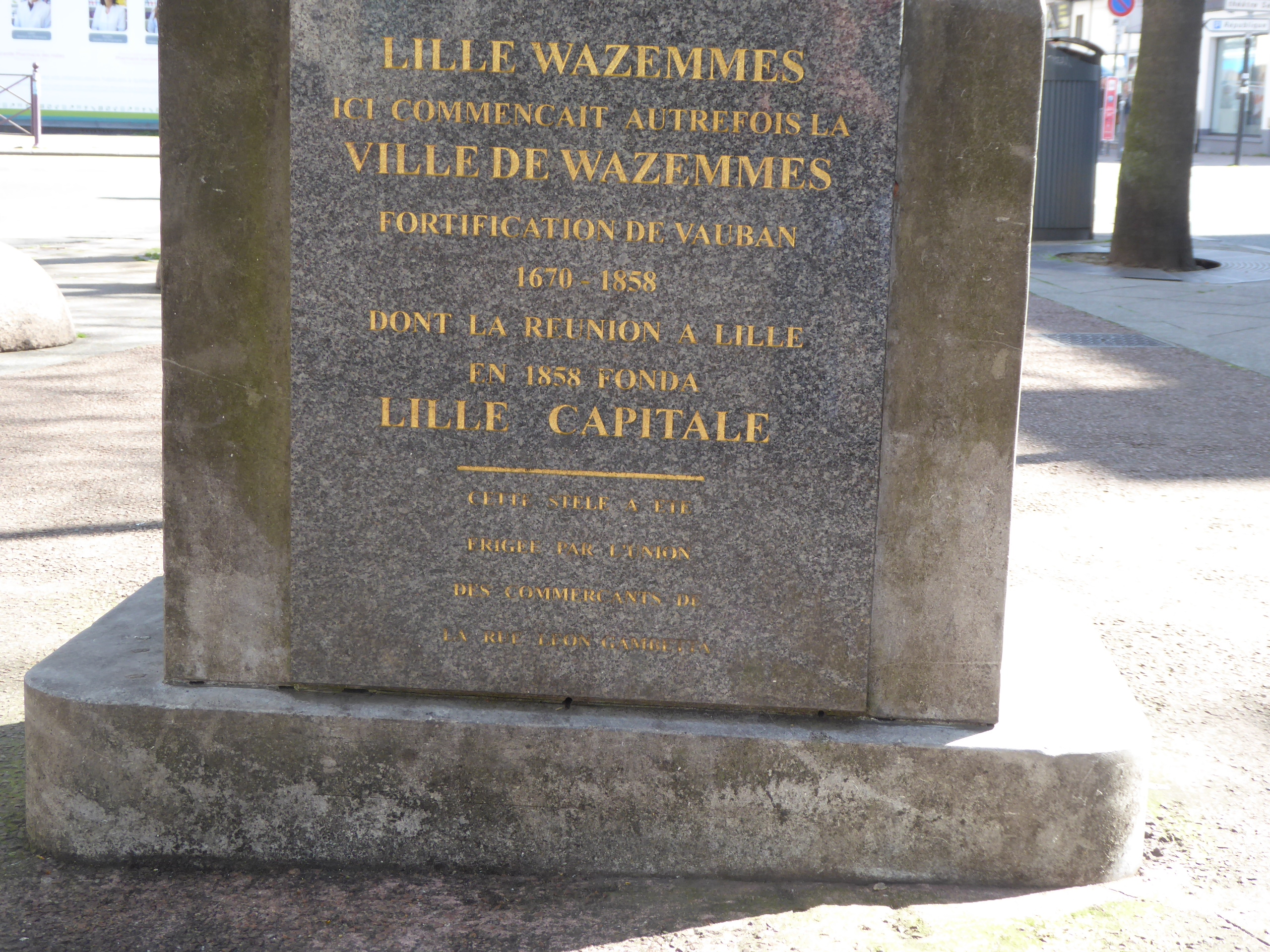
Indication de la limite de Wazemmes au croisement de la rue Gambetta et de la rue Solférino

## Bâtiments remarquables et lieux de mémoire

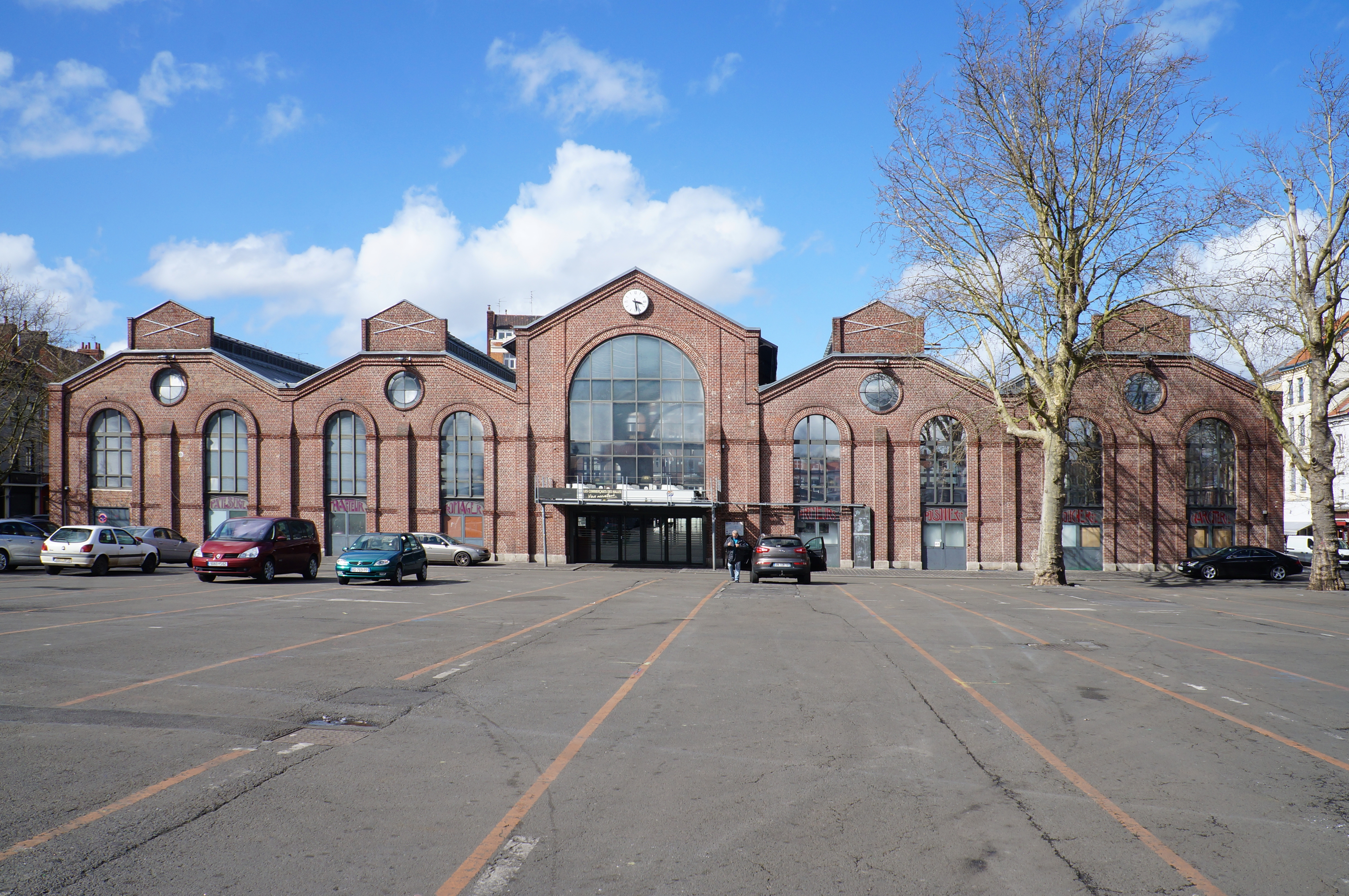
Le marché Couvert de Wazemmes

- Les Halles de Wazemmes, construites en 1869 à la place de la guinguette de la Nouvelle Aventure, installée sur la place du même nom.